# 按陳
按陳（波斯語：الجی كوركان，羅馬化：āljī gūrkān，见《史集》），本名阿勒赤，姓孛思忽兒，弘吉剌氏，蒙古第86位开国功臣（千户）。特薛禪之子，孛儿帖的兄弟，弟弟火忽、册。
按陳跟随成吉思汗征伐共三十二戰，平定西夏、斷潼關道、攻取西域的尋斯干（撒馬爾罕）城，皆有戰功。丁亥年（1227年），賜號“國舅按陳那顏”。壬辰年（1232年），獲賜銀印，封“河西王”，統領弘吉剌氏。丁酉年（1237年），獲賜錢二十萬緡，並下旨弘吉剌氏，生女為后，生男尚公主，世世不絕。又賜所俘獲軍民五千二百，授萬戶。按陳死後葬於官人山。元貞元年（1295年）二月，追封濟寧王，諡忠武；妻哈真（尊稱），追封濟寧王妃。子赤窟、斡陳、納陳、唆兒火都、必哥，女兒為元世祖察必皇后。

## 子孙
- 赤窟，尚太祖第三女郓国公主秃满伦
  - 赤窟孙：怀都，尚瓮吉八忽公主，怀都弟爱不哥尚采真公主
    - 宁濮郡王昌吉，爱不哥之子，尚郓国大长公主忙哥台。昌吉弟岐王脱脱木儿，尚桑哥不剌公主
- 斡陈，尚也速不花公主
- 納陳，尚薛只干公主
  - 哈海
  - 脱欢
  - 斡羅陳，尚完泽公主、囊家真公主，女儿失怜答里皇后
    - 失怜答里，元成宗皇后

  - 只儿瓦台
  - 帖木兒，尚囊家真公主
    - 谛瓦不剌，尚祥哥剌吉，女卜答失里皇后
      - 阿里嘉室利，尚朵儿只班公主

    - 桑哥不剌，尚普纳公主

  - 蛮子台，尚囊家真公主、南阿不剌公主
- 唆兒火都
  - 阿哈驸马
- 必哥
  - 丑汉，必哥之裔孙，尚台忽鲁都公主
- 察必皇后，女儿

其他后裔：
- 孙：仙童，其女南必皇后
- 孙：浑都帖木儿，其女答己皇后
- 孙：斡留察儿，其女八不罕皇后
- 裔孙：纳合，尚唆儿哈罕公主
- 从孙：哈儿只，其女速哥失里皇后
- 脱怜，女帖古伦、子迸不剌；迸不剌女真哥皇后、子买住罕、孛罗帖木儿；买住罕尚拜答沙公主，女必罕皇后、速哥答里皇后、孙阿失；孛罗帖木儿女伯顏忽都皇后

## 延伸阅读
[在维基数据编辑]
 《新元史/卷115》，出自柯劭忞《新元史》